# Operaházak listája
Az operaház operák és más dalművek előadására épített, akusztikailag e feladathoz alkalmazott épület. Operákat egyéb színházakban is előadnak (például Budapesten az Erkel Színházban).

## Híres operaházak
Amerikai Egyesült Államok

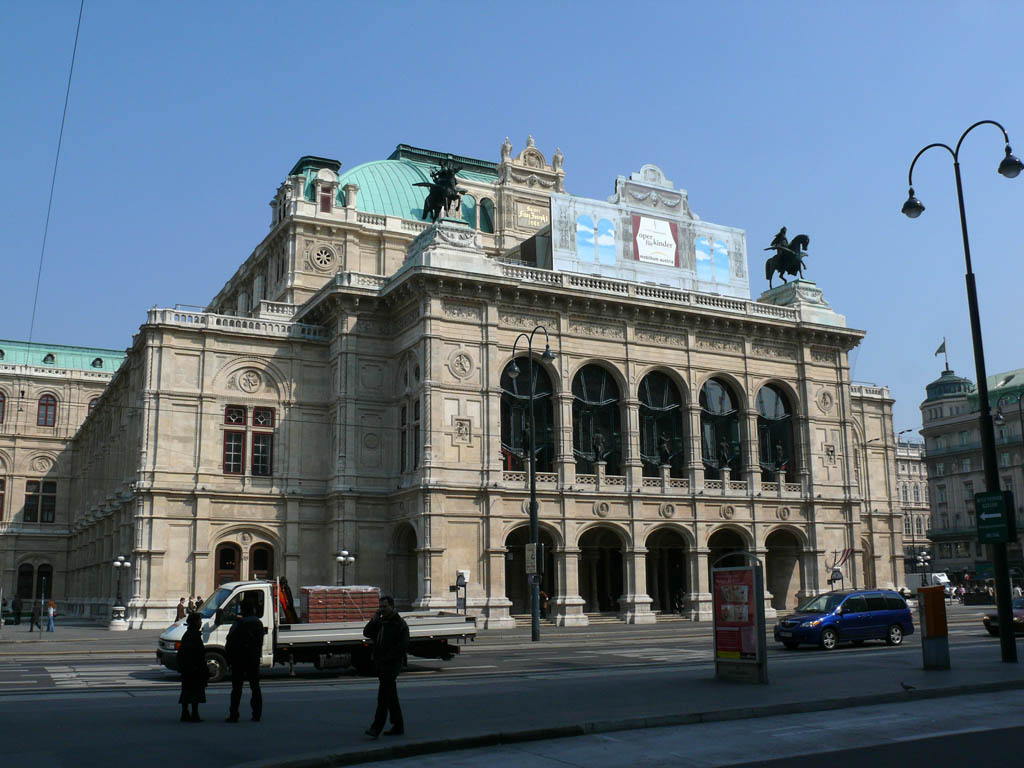
A bécsi Staatsoper

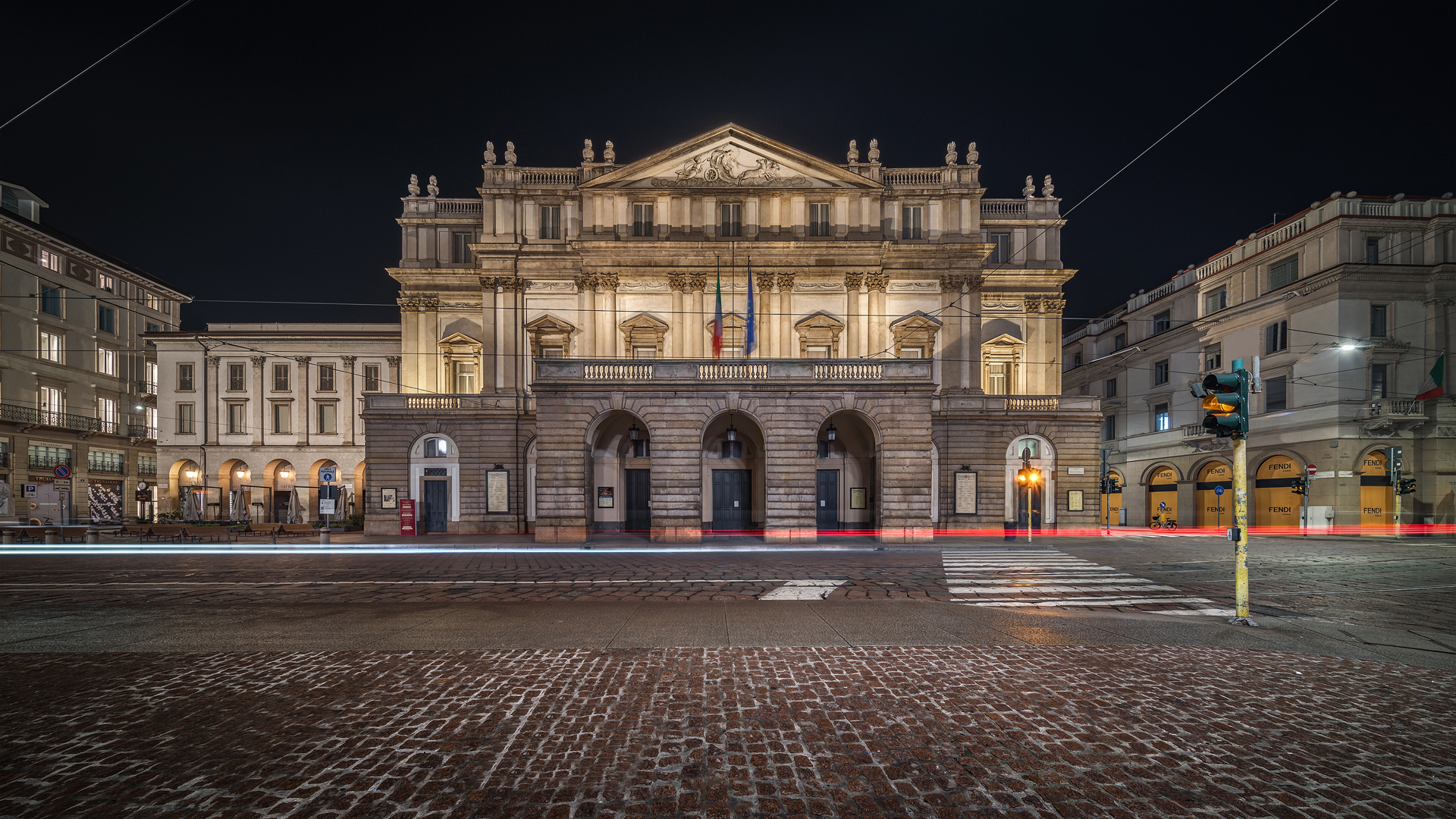
A milánói Scala

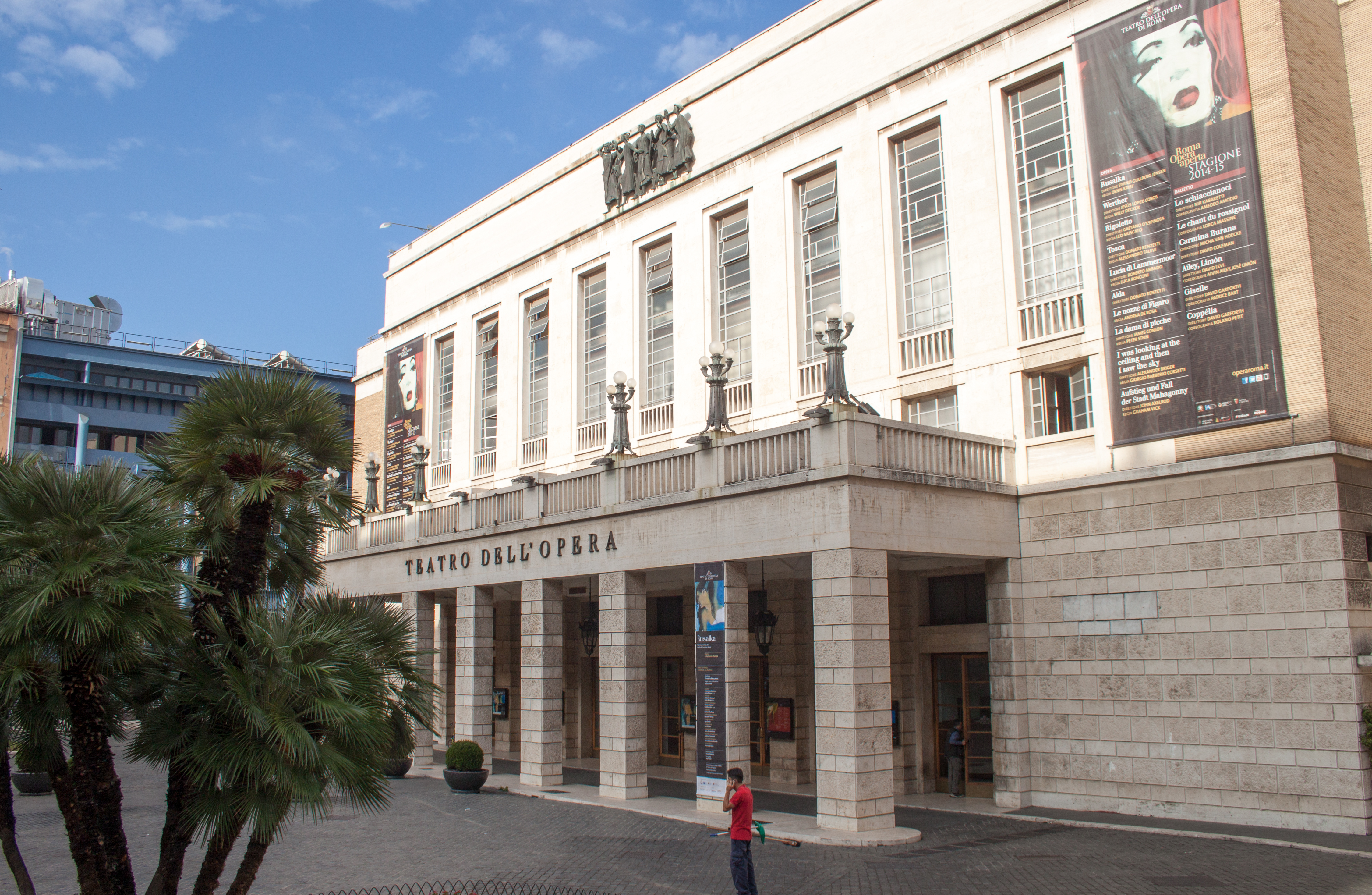
A római opera

- Metropolitan Opera House (New York)

Argentína
- Teatro Colón (Buenos Aires)

Ausztrália
- Sydney-i Operaház

Ausztria
- Staatsoper (Bécs)

Brazília
- Teatro Amazonas (Manaus)

Egyesült Királyság
- Covent Garden (London)

Franciaország
- Opéra Garnier (Párizs)
- Opéra Bastille (Párizs)

Magyarország
- Magyar Állami Operaház (az „Opera” vagy „Operaház”, Budapest)

Németország
- Deutsche Oper Berlin
- Bajor Nemzeti Színház (München)

Olaszország
- Teatro La Fenice (Velence)
- Teatro alla Scala (Milánó)
- Teatro dell’Opera di Roma
- Teatro di San Carlo (Nápoly)
- Teatro Massimo (Palermo)
- Teatro Regio (Torino)

Oroszország
- Bolsoj Tyeatr (Moszkva)

Spanyolország
- Gran Teatre del Liceu (Barcelona)

## Magyar színházak, rendszeres operaelőadások helyszínei
- Erkel Színház, Budapest
- Csokonai Nemzeti Színház, Debrecen
- Győri Nemzeti Színház
- Kolozsvári Állami Magyar Színház
- Miskolci Nemzeti Színház
- Pécsi Nemzeti Színház
- Szegedi Nemzeti Színház

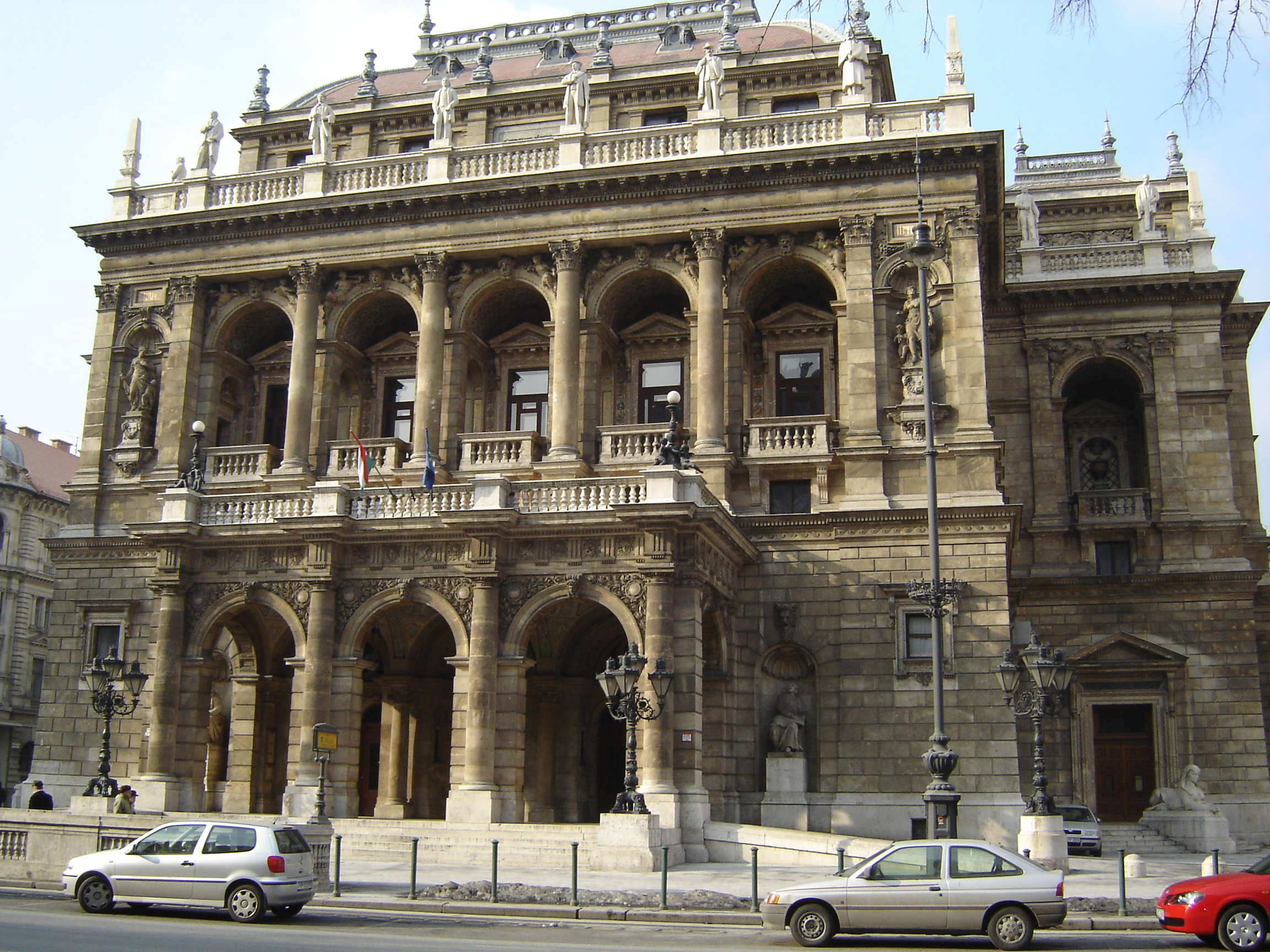
A Magyar Állami Operaház
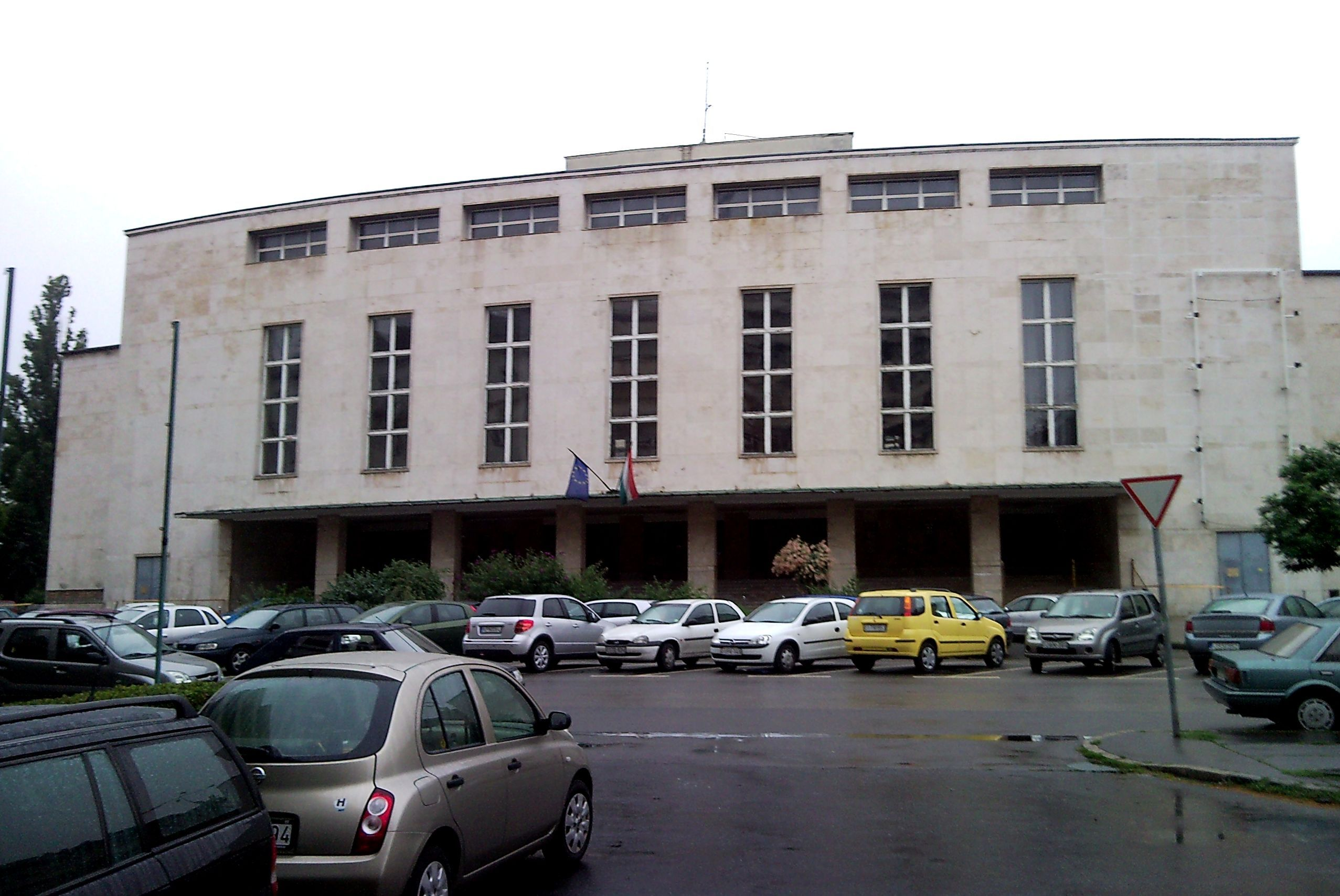
Az Erkel Színház 2009-ben
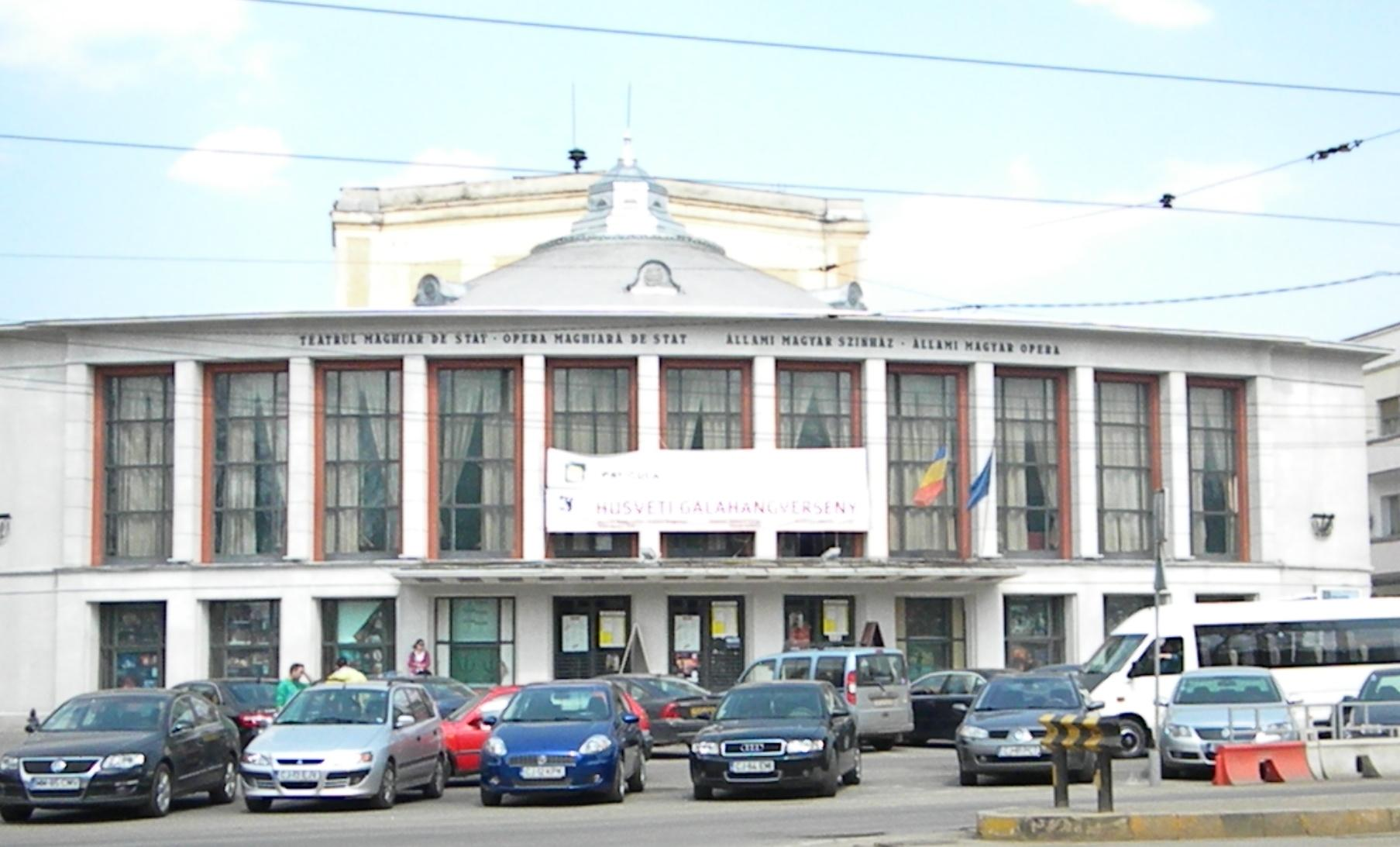
A Kolozsvári Állami Magyar Színház